# Skiros
Skiros (gr. Σκύρος, Skýros) – grecka wyspa w archipelagu Sporad, w administracji zdecentralizowanej Tesalia-Grecja Środkowa, w regionie Grecja Środkowa, w jednostce regionalnej Eubea, w gminie Skiros.

## Charakterystyka
W 2011 roku liczyła 2994 mieszkańców. Powierzchnia wyspy wynosi 209,5 km², co czyni ją największą wyspą w całym archipelagu Sporad Północnych. Północna część wyspy jest pokryta lasami. Znajduje się tam góra Olimp (792 m n.p.m.), której nie należy mylić z Olimpem w Grecji kontynentalnej. Na południu wyspy dominują bezleśne, skaliste góry. Stolicą wyspy jest miasto Skiros, które przez lokalnych mieszkańców nazywane jest Chora. Główny port jest zlokalizowany w zachodniej części wyspy, w mieście Linaria. Na Skiros znajduje się m.in. zamek z czasów weneckiej okupacji wyspy (od XIII do XV wieku), bizantyjski kościół oraz grób angielskiego poety Roberta Brooka. Wzdłuż całego wybrzeża Skiros rozciągają się liczne plaże. Z portu w Linaria można przepłynąć na wyspę Eubea. Ludność wyspy zajmuje się rybołówstwem oraz uprawą zbóż, figowców i oliwek.

## Historia
W roku 475 p.n.e. Kimon podbił wyspę, a następnie skolonizowali ją Ateńczycy. Od daty podbicia przez Kimona wyspa należała do Ateńskiego Związku Morskiego, a później została zaanektowana przez Ateny. W roku 340 p.n.e. władzę nad wyspą przejęli Macedończycy, którzy władali wyspą do roku 192 p.n.e. Gdy Rzymianie pokonali Filipa V Antygonidę, wyspa ponownie trafiła w ręce Ateńczyków.

## Kultura
Według mitologii greckiej Tezeusz miał powiedzieć, że miejscem jego śmierci będzie właśnie Skiros.
Ze Skiros pochodzić miał Neoptolemos, syn Achillesa, który zgodnie z przepowiednią trojańskiego wieszcza Helenosa odegrał kluczową rolę w zburzeniu Troi.
Wyspa pojawiła się w grze studia Ubisoft pt. Assassin’s Creed Odyssey, gdzie wraz z Eubeą znajduje się w regionie wyspy Abantis.

## Współpraca
Miejscowość partnerska:
- Gembloux, Belgia